# ATK (club de fútbol)
El ATK, anteriormente conocido como Atlético de Kolkata (en bengalí, আটলেটিকো দে কলকাতা), fue un club de fútbol con sede en Calcuta, Bengala Occidental (India). Fue una de las franquicias fundadoras de la Superliga de India (ISL), máxima categoría profesional en la que participó desde 2014 hasta 2020 y en la que ganó tres ediciones.
El equipo estuvo controlado por el consorcio Kolkata Games and Sports, del que forman parte la estrella del críquet Sourav Ganguly, y los empresarios Harshavardhan Neotia y Sanjiv Goenka. En 2020 sus propietarios compraron la sección de fútbol del Mohun Bagan e integraron al ATK en ella, dando paso al ATK Mohun Bagan.

## Historia
El ATK se puso en marcha con la fundación de la Superliga de India (ISL) a partir de 2014. Los organizadores de este nuevo torneo sacaron a subasta ocho franquicias para la temporada inaugural, una por ciudad. El club Atlético de Madrid, interesado en expandir su mercado internacional, se alió con el jugador de críquet Sourav Ganguly y un grupo de empresarios nacionales para pujar por la plaza de Calcuta, la ciudad con más tradición futbolística de la India. El 13 de abril de 2014 se confirmó su victoria al haber pagado la cifra récord de 18 crores de rupias.
El 7 de mayo de 2014 se confirmó la creación del equipo con el nombre de Atlético de Kolkata, siendo además la primera franquicia confirmada de la ISL. La entidad heredó el nombre y colores sociales del Atlético de Madrid, que también ha participado en su desarrollo. El entrenador para la temporada inaugural fue Antonio López Habas, mientras que para la plaza de "jugador franquicia" se eligió a Luis García, ex del Atlético y vencedor de la Liga de Campeones con el Liverpool F. C. El grueso extranjero de la plantilla está formado por futbolistas españoles como Borja Fernández, Jofre Mateu, Basilio Sancho y Josemi González. En cuanto al draft nacional para elegir jugadores indios, la primera elección fue Cavin Lobo (cedido por el East Bengal).
En su debut se proclamó campeón de la ISL. Después de finalizar tercero la temporada regular, superó al F. C. Goa en semifinales y venció en la final al Kerala Blasters por 1:0, gol del indio Mohammed Rafique.
La vinculación con el Atlético de Madrid duró tres años. En julio de 2017 el equipo español llegó a un acuerdo para rescindir el convenio de colaboración, por lo que la entidad pasó a llamarse «ATK» a secas. Para esta nueva etapa la directiva contrató a Teddy Sheringham como entrenador y Robbie Keane como jugador franquicia.
En enero de 2020 los propietarios de la franquicia compraron la sección de fútbol del Mohun Bagan, uno de los clubes deportivos más antiguos y con mayor base de aficionados de Calcuta. Al término de la temporada 2019-20 se confirmó la fusión de ambos equipos para crear una nueva entidad, ATK Mohun Bagan FC, a partir del 1 de junio del mismo año.

## Escudo y uniforme
El escudo del equipo está coronado por un tigre de Bengala alado de color dorado, en homenaje a la región de Bengala. En el emblema aparecen los colores blanco y rojo (simbolizados con un zarpazo), rodeados por un borde azul, y sobre ellos figura la inscripción ATK en mayúsculas.
La equipación titular es una camiseta con franjas verticales blancas y tres rojas (siendo la franja central roja), un pantalón azul y medias azules con una franja blanca. Los colores son idénticos a los que utiliza el Atlético de Madrid. El fabricante de la ropa es Umbro mientras que el patrocinio corre a cargo del operador móvil Aircel.

## Estadio
El ATK disputa sus partidos como local en el estadio Rabindra Sarobar, con capacidad para 12.750 espectadores.
En sus dos primeras temporadas, el equipo jugó en el Yuva Bharati Krirangan (en bengalí, যুবভারতী ক্রীড়াঙ্গন), conocido en español como "Estadio de la Juventud India". Se trata del recinto deportivo más grande de la India y el segundo con mayor aforo del mundo, al disponer de 120.000 localidades. Tiene césped artificial AstroTurf y está rodeado por una pista de atletismo. Este campo es también el hogar del East Bengal F. C. y el Mohun Bagan A. C., los dos equipos con mayor tradición de Calcuta y que participan en la I-League. El derbi de Calcuta (Boro) es uno de los partidos más importantes de la temporada y en 1997 se logró una asistencia récord de 131.000 espectadores, la mayor en la historia del deporte indio.

## Jugadores y cuerpo técnico

### Plantilla 2019/20

#### Altas y bajas 2019/20 (verano)
| Altas             | Altas          | Altas              | Altas            | Altas        |
| Jugador           | Posición       | Procedencia        | Tipo             | Costo        |
| ----------------- | -------------- | ------------------ | ---------------- | ------------ |
| Dheeraj Singh     | Portero        | Kerala Blasters    | Fichaje.         | --           |
| Sehnaj Singh      | Centrocampista | Mumbai City        | Fichaje.         | --           |
| Salam Singh       | Defensa        | East Bengal        | Fichaje.         | --           |
| Agus García       | Defensa        | Nea Salamis        | Fichaje.         | --           |
| Javi Hernández    | Centrocampista | Cracovia Kraków    | Traspaso.        | No revelado. |
| Dario Vidosic     | Centrocampista | Melbourne City     | Fin de contrato. | --           |
| Roy Krishna       | Delantero      | Wellington Phoenix | Fin de contrato. | --           |
| Michael Soosairaj | Centrocampista | Jamshedpur FC      | Traspaso.        | ₹9.000.000.  |
| Michael Regin     | Centrocampista | Chennai City FC    | Traspaso libre.  | --           |
| Carl McHugh       | Centrocampista | Motherwell         | Fin de contrato. | --           |
| Jobby Justin      | Delantero      | East Bengal        | Traspaso libre.  | --           |

| Bajas             | Bajas          | Bajas        | Bajas                  | Bajas |
| Jugador           | Posición       | Destino      | Tipo                   | Costo |
| ----------------- | -------------- | ------------ | ---------------------- | ----- |
| Éverton Santos    | Delantero      | Figueirense  | Fichaje definitivo.    | --    |
| Manu Lanzarote    | Delantero      | CE Sabadell  | Rescisión de contrato. | --    |
| Gérson Vieira     | Defensa        | Simba        | Fichaje.               | --    |
| Eugeneson Lyngdoh | Centrocampista | Agente libre | Rescisión de contrato. | --    |
| Debjit Majumder   | Portero        | Mohun Bagan  | Cesión.                | --    |

## Entrenadores
| Nombre                            | País       | Desde               | Hasta                   | J  | G  | E  | P | GF | GC |
| --------------------------------- | ---------- | ------------------- | ----------------------- | -- | -- | -- | - | -- | -- |
| Antonio López Habas               | España     | 8 de julio de 2014  | 20 de diciembre de 2015 | 33 | 13 | 11 | 9 | 45 | 34 |
| José Francisco Molina             | España     | 5 de mayo de 2016   | 18 de diciembre de 2016 | 17 | 6  | 9  | 2 | 20 | 17 |
| Teddy Sheringham                  | Inglaterra | 14 de julio de 2017 | 24 de enero de 2018     | 10 | 3  | 3  | 4 | 7  | 12 |
| Ashley Westwood (interino)        | Inglaterra | 24 de enero de 2018 | 3 de marzo de 2018      | 7  | 0  | 1  | 6 | 8  | 18 |
| Robbie Keane (jugador-entrenador) | Irlanda    | 4 de marzo de 2018  | 31 de mayo de 2018      | 3  | 2  | 0  | 1 | 6  | 4  |
| Steve Coppell                     | Inglaterra | 18 de junio de 2018 | 30 de abril de 2019     | 21 | 8  | 6  | 7 | 25 | 28 |
| Antonio López Habas               | España     | 3 de mayo de 2019   | 31 de mayo de 2020      | 21 | 12 | 4  | 5 | 39 | 19 |

## Títulos
- Superliga de India: 3 (2014, 2016, 2019-20)